# Barry Watson
Michael Barrett Watson, gewoonlijk aangeduid als Barry Watson (Traverse City, Michigan, 23 april 1974) is een Amerikaans acteur.

## Levensloop
Watson is geboren als zoon van een advocaat, vader van zes kinderen. Op zijn achtste verhuisde de familie Watson naar Dallas, Texas. Hij was veertien toen zijn ouders gingen scheiden en op zijn vijftiende verhuisde hij naar Burbank, Californië. Bij aankomst in Burbank tekende hij gelijk een contract voor de televisiesoap Days of our Lives voor zes maanden. 
Watson is waarschijnlijk het meest bekend door zijn rol als zoon van de dominee in de serie 7th Heaven.

## Filmografie
- Bibliothèque nationale de France: cb15528290d (data)
- Gemeinsame Normdatei: 1148554254
- International Standard Name Identifier: 0000 0000 9907 7729
- Library of Congress Control Number: no00006728
- Nationale Bibliotheek van Polen: a0000001901063
- Nederlandse Thesaurus van Auteursnamen: 242194184
- Virtual International Authority File: 147012488
- WorldCat: E39PBJy8pWwhpKCWYQWKMPGT73